# Loupian
Loupian is een gemeente in het Franse departement Hérault (regio Occitanie). De plaats maakt deel uit van het arrondissement Montpellier. Loupian telde op 1 januari 2022 2.179 inwoners.

## Geografie
De oppervlakte van Loupian bedroeg op 1 januari 2022 16 vierkante kilometer; de bevolkingsdichtheid was toen 136,2 inwoners per km².

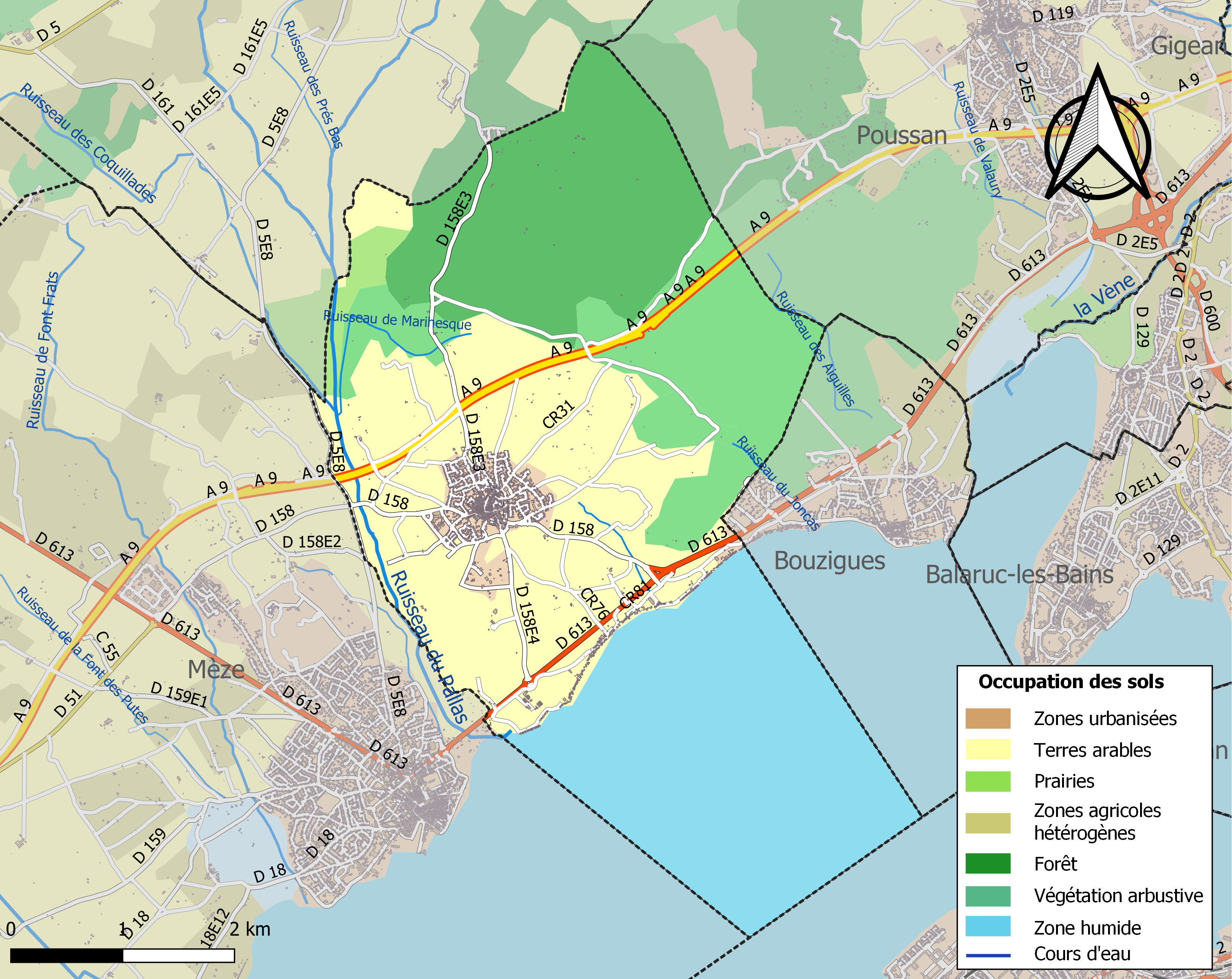
Kaart van de gemeente met belangrijkste infrastructuur, bodemgebruik en omliggende gemeenten

## Demografie
Onderstaande figuur toont het verloop van het inwonertal (bron: INSEE-tellingen).